# عزلة بني وائل (إب)

تعديل مصدري - تعديل

عزلة بني وائل هي إحدى عزل مديرية حزم العدين في محافظة إب اليمنية ويبلغ تعداد سكانها 4780 نسمة حسب التعداد السكاني في اليمن لعام 2004.

## روابط خارجية
- الجهاز المركزي للإحصاء بالجمهورية اليمنية
- المركز الوطني للمعلومات باليمن
- الدليل الشامل